# Lean into It
Lean into It è il secondo album in studio del gruppo musicale statunitense Mr. Big, pubblicato il 26 marzo 1991 dalla Atlantic Records.

## Il disco
L'album consacra il successo della band a livello internazionale, grazie principalmente al singolo To Be with You che diventa il loro primo e unico brano capace di raggiungere la vetta delle classifiche.
Il disco raggiunge la top 10 delle classifiche in Austria, Svizzera, Germania e Norvegia, nonché il 15º posto della Billboard 200 negli Stati Uniti. L'album è stato certificato disco di platino per le vendite di oltre un milione di copie dalla Recording Industry Association of America (RIAA) il 27 aprile 1992.
La prima traccia Daddy, Brother, Lover, Little Boy (The Electric Drill Song) è nota in quanto l'assolo è suonato da Paul Gilbert utilizzando un trapano con dei plettri applicati in punta.
Il prefisso "CDFF" che accompagna il titolo della quarta traccia Lucky This Time indica la canzone Addicted to That Rush, proveniente dal precedente omonimo album di debutto del gruppo, riprodotta a velocità accelerata ("CDFF" sta per "Compact Disc Fast Forward").
La copertina dell'album presenta una foto dell'incidente ferroviario della stazione di Parigi Montparnasse avvenuto nel 1895.

## Tracce
1. Daddy, Brother, Lover, Little Boy (The Electric Drill Song) – 3:54 (Billy Sheehan, Paul Gilbert, André Pessis, Pat Torpey, Eric Martin)
2. Alive and Kickin – 5:28 (Gilbert, Martin, Pessis, Sheehan, Torpey)
3. Green-Tinted Sixties Mind – 3:30 (Gilbert)
4. CDFF-Lucky This Time – 4:10 (Jeff Paris)
5. Voodoo Kiss – 4:07 (Martin, Pessis)
6. Never Say Never – 3:48 (Martin, Jim Vallance)
7. Just Take My Heart – 4:21 (Martin, Pessis)
8. My Kinda Woman – 4:09 (Gilbert, Martin, Sheehan)
9. A Little Too Loose – 5:21 (Gilbert)
10. Road to Ruin – 3:54 (Torpey, Paris, Gilbert, Sheehan)
11. To Be with You – 3:27 (Martin, David Grahame)

Traccia bonus nell'edizione giapponese
1. Love Makes You Strong – 3:28 (Gilbert)

## Formazione
Mr. Big
- Eric Martin – voce
- Paul Gilbert – chitarre, cori
- Billy Sheehan – basso, cori
- Pat Torpey – batteria, cori

Produzione
- Kevin Elson – produzione, ingegneria del suono, missaggio
- Tom Size – ingegneria del suono, missaggio
- Bob Ludwig – mastering
- William Holmes – fotografia
- Bob Defrin – direzione artistica